# NRJ International
 (décembre 2019).
 (mai 2025).

Ancien logo jusqu'en 2014

NRJ (Energy) est une franchise de radio commerciale privée implantée dans plusieurs pays à travers le monde. Le format de cette franchise commercialisée par le Groupe NRJ est issu de la radio NRJ créée en France par Jean-Paul Baudecroux et Max Guazzini en juillet 1981. Le sigle NRJ signifie « Nouvelle Radio Jeunes ».

## Slogans
- « Hit Music Only ! » (Que des hits sur NRJ !) (monde)
- « La playlist NRJ » (France)
- « The Beat of Belgium » (Belgique)
- « Radio Number One » (Québec)
- « La Radio des Hits » (France et Belgique)
- « Pop RnB Dance, Ici c'est NRJ ! » (France)
- « Méchante radio » (Québec) (de septembre 2009 à décembre 2010)
- « You Wanna Feel It » (Autriche) - (jusqu'en août 2010)
- « Que des hits sur NRJ » (Maroc)
- « Yalla Radio٫ Yalla Nrj » (Jordanie)
- « Tous Les Hits Numéros 1 » (France)
- « Ici c'est NRJ, la radio qui joue tous vos hits préférés » « NRJ, Tous les hits avant tout le monde » (Antilles)

## Liste des stations de NRJ dans le monde
| NRJ                                    | Groupe propriétaire                                 | Nombre d’antennes | Lancement        | Langue                     | Chérie FM | Rire et Chansons | Nostalgie | NRJ Hits (chaîne de TV) |
| -------------------------------------- | --------------------------------------------------- | ----------------- | ---------------- | -------------------------- | --------- | ---------------- | --------- | ----------------------- |
| Allemagne                              | Energy media (Groupe NRJ)                           | 34                | 1991             | Allemand                   | Non       | Non              | Oui       | Non                     |
| Antilles - Martinique - Guadeloupe     | Radio Caraïbes International (RCI)                  | 11 6 5            | 28 octobre 1996  | Français                   | Oui       | Non              | Oui       | Non                     |
| Corse                                  | SAS Bella'Com                                       | 13                | ?                | Français                   | Oui       | Non              | Oui       | Non                     |
| Autriche                               | N&C Radio Privé (Groupe NRJ)                        | 3                 | 1998             | Allemand                   | Non       | Non              | Non       | Non                     |
| Belgique, Wallonie                     | NGroup Groupe NRJ                                   | 26                | 1994             | Français                   | Oui       | Non              | Oui       | Oui                     |
| Belgique, Flandre                      | SBS Media Belgium                                   | 16                | 3 septembre 2018 | Néerlandais                | Non       | Non              | Oui       | Non                     |
| Bulgarie                               | Metro Radio                                         | 6                 | 2006             | Bulgare                    | Non       | Non              | Non       | Non                     |
| Danemark                               | Groupe NRJ                                          | 9                 | 1998             | Danois                     | Non       | Non              | Non       | Non                     |
| Finlande                               | Capitec Oy (Groupe NRJ)                             | 27                | 1995             | Finnois                    | Non       | Non              | Oui       | Non                     |
| France                                 | Groupe NRJ                                          | 983               | 1981             | Français                   | Oui       | Oui              | Oui       | Oui                     |
| Géorgie                                |                                                     | 1                 |                  | Géorgien                   | Non       | Non              | Non       | Non                     |
| Grèce                                  |                                                     | 2                 | 2011             | Grec                       | Non       | Non              | Non       | Non                     |
| Guyane                                 | ACG (Antenne Créole Guyane)                         | 3                 | 13 janvier 2006  | Français                   | Oui       | Non              | Oui       | Non                     |
| La Réunion                             | Sogera-H2R                                          | 6                 | 1996             | Français                   | Oui       | Oui              | Non       | Non                     |
| Jordanie                               | NRJ Jordanie                                        | 15                | 2017             | Arabe٫Tamazight            | Non       | Non              | Oui       | Non                     |
| Arabie saoudite                        | NRJ KSA                                             | 12                | 2022             | Arabe,Anglais              | Non       | Non              | Non       | Oui                     |
| Liban                                  | Murr Group, Groupe NRJ et Radio Mount Lebanon Group | 8                 | 2006             | Anglais                    | Non       | Non              | Oui       | Oui                     |
| Mayotte                                | Groupe NRJ                                          | 1                 |                  | Français                   | Non       | Non              | Non       | Non                     |
| Norvège                                | Groupe Aller (Groupe NRJ) et Clear Channel          | 10                | 1998             | Norvégien                  | Non       | Non              | Non       | Non                     |
| Nouvelle-Calédonie                     | Groupe Hersant Média                                | 1                 | 1995             | Français                   | Non       | Non              | Non       | Non                     |
| Russie                                 | Prof Media (Groupe VKPM)                            | 11                | 2006             | Russe                      | Non       | Non              | Non       | Non (fermé en 2000)     |
| Suède                                  | Modern Times Group (MTG AB)                         | 3                 | 1993             | Suédois                    | Non       | Non              | Non       | Non                     |
| Suisse - Léman - Zürich - Berne - Bâle | Ringier Groupe NRJ                                  | 11 1 4 3 3        | 1988             | Français Allemand Allemand | Non       | Non              | Oui       | Non                     |
| Maroc                                  | NRJ Group Radio Planète                             | Sur internet      | 2018             | Français et Arabe          | Non       | Non              | Non       | Non                     |
| Tahiti                                 | Groupe Hersant Média                                | 3                 |                  | Français                   | Non       | Oui              | Non       | Non                     |

## Stations fermées
- NRJ (energy) est diffusé sur une fréquence en Ukraine jusqu’en 2010 avec des programmes locaux en ukrainien.
- NRJ était diffusé au Canada dans la province de Québec du 24 août 2009 au 23 août 2015 par une entente de licence avec Astral Média, à la suite du rachat d'Astral Média par Bell Média en juin 2013 le groupe propriétaire de l’antenne, le moment venu, ne renouvelle pas l’accord de franchise avec NRJ International[4].